# Trigynaea triplinervis
Trigynaea triplinervis är en kirimojaväxtart som beskrevs av David Mark Johnson och Nancy A. Murray. Trigynaea triplinervis ingår i släktet Trigynaea och familjen kirimojaväxter. IUCN kategoriserar arten globalt som nära hotad. Inga underarter finns listade i Catalogue of Life.